# Rio Tejipió
O rio Tejipió é um curso d’água que banha a Região Metropolitana do Recife, em Pernambuco, no Brasil. 

## Percurso
Nasce no município de São Lourenço da Mata, tendo apenas 20 quilômetros de extensão. Serve como divisa entre os municípios de Recife e Jaboatão. Passa pelos bairros Curado, Cavaleiro, Coqueiral, Tejipió, Totó, Barro, Areias, Caçote, Ibura, Imbiribeira e Vila do Ipsep. Deságua no Rio Capibaribe.
Corre nas divisas do sul – nos limites entre Jaboatão e Recife (Curado e Cavaleiro) – e, prosseguindo, recebe o ribeiro Pacheco. Depois, adentra pelas terras dos antigos engenhos Peres, Uchoa e Ibura, onde passa a receber água do riacho Jiquiá. Daí, segue serpenteando até Afogados, até desaguar no Rio Capibaribe.

## Etimologia
"Tigipió" é derivado do tupi antigo teîuypyó, que significa "multidão de tejus" (teîú, teju + ypyó, multidão).